# Cazzo Film
Cazzo Film est une société de production de cinéma pornographique basée à Berlin. Elle produit des films de pornographie gay depuis 1996.

## Histoire
Cazzo Film est créé en 1996 par Jörg Andreas et Jürgen Brüning, et le premier film distribué s'intitule Berlin Techno Dreams.
Jörg Andreas est le principal réalisateur du studio, le plus prolifique. Jürgen Brüning avait créé une autre filiale, Wurstfilm, disparue depuis.
Le studio s'est associé à la réalisation de films du réalisateur canadien d'avant-garde Bruce LaBruce, pour les films Skin Flick, Skin Gang (1999), et The Raspberry Reich (2004) (avec une version X intitulée The Revolution is my Boyfriend). De même, Jörg Andreas a sorti sous le titre Gefangen (2004) une version soft de son film pornographique Eingelocht.

## Acteurs notables
Les deux principaux acteurs du studio sont Thom Barron et Jens Hammer. Tous deux apparaissent dans plusieurs films et des compilations leur sont consacrées.
Parmi les autres acteurs notables, se trouvent Fred Faurtin, Jean Franko, Tim Kruger ou Marcel Schlutt.